# 韋爾湖
52°25′12.3″N 13°48′39.3″E / 52.420083°N 13.810917°E

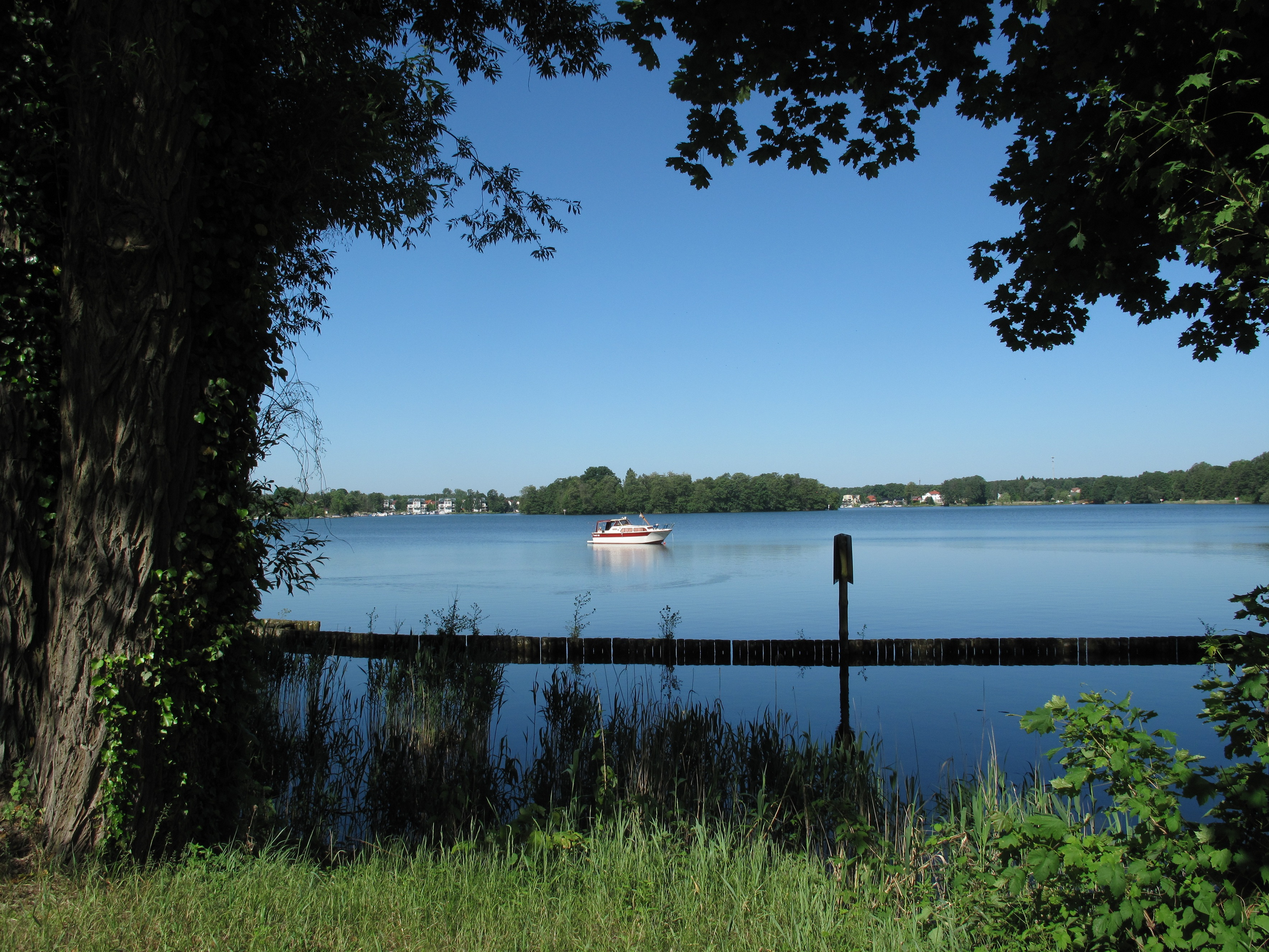

韋爾湖（德語：Werlsee），是德國的湖泊，位於該國西南部，由勃蘭登堡州負責管轄，處於奧得-施普雷縣，長1.2公里、寬0.6公里，面積0.6平方公里，海拔高度32米，平均水深5米，最大水深17米，水體容量275萬立方米。